# Wendi Richter
Wendi Richter (Dallas, 6 settembre 1961) è un'ex wrestler statunitense.
Iniziò la sua carriera di lottatrice in federazioni quali la National Wrestling Alliance, dove lottava in coppia con Joyce Grable, conquistando con lei il titolo NWA Women's World Tag Team Championship per due volte. Negli anni ottanta, entrò nella World Wrestling Federation. Detenne il titolo WWF Women's Championship in due occasioni differenti ed ebbe un importante feud con The Fabulous Moolah. Celebre inoltre il suo coinvolgimento dell'epoca nella storyline della "Rock 'n' Wrestling Connection". Tuttavia, lasciò la WWF in malo modo dopo aver perso la cintura di campionessa in maniera controversa. Passò quindi alla World Wrestling Council e alla American Wrestling Association, conquistando il titolo mondiale in entrambe le compagnie.

## Carriera

### Inizi (1979-1983)
Wendi Richter frequentò la Lillian Ellison School of Professional Wrestling di The Fabulous Moolah, allenandosi insieme a Lelani Kai, Judy Martin, e Joyce Grable. Debuttò ufficialmente sul ring nel 1979. All'inizio del 1982, la Richter lottò in coppia con Moolah in un match contro Velvet McIntyre e Princess Victoria nella World Wide Wrestling Federation. Successivamente formò un tag team con Joyce Grable, chiamato "The Texas Cowgirls". Alla fine del 1982, le due ragazze lottarono in una serie di match in Canada per la Stampede Wrestling che le vide confrontarsi con Velvet McIntyre e Judy Martin. Il feud tra Wendi Richter e la McIntyre proseguì nella Mid-South Wrestling Association di Bill Watts, dove la Richter venne sconfitta per due volte dalla rivale. Nell'aprile 1983, le Texas Cowgirls continuarono la rivalità con McIntyre e Martin nella American Wrestling Association di Verne Gagne. In maggio, il team si riformò nella Stampede Wrestling per scontrarsi con McIntyre e Penny Mitchell. In due occasioni differenti la coppia Richter-Grable conquistò il titolo NWA Women's World Tag Team Championship.

### World Wrestling Federation

#### Rock 'n' Wrestling e WWF Women's Championship

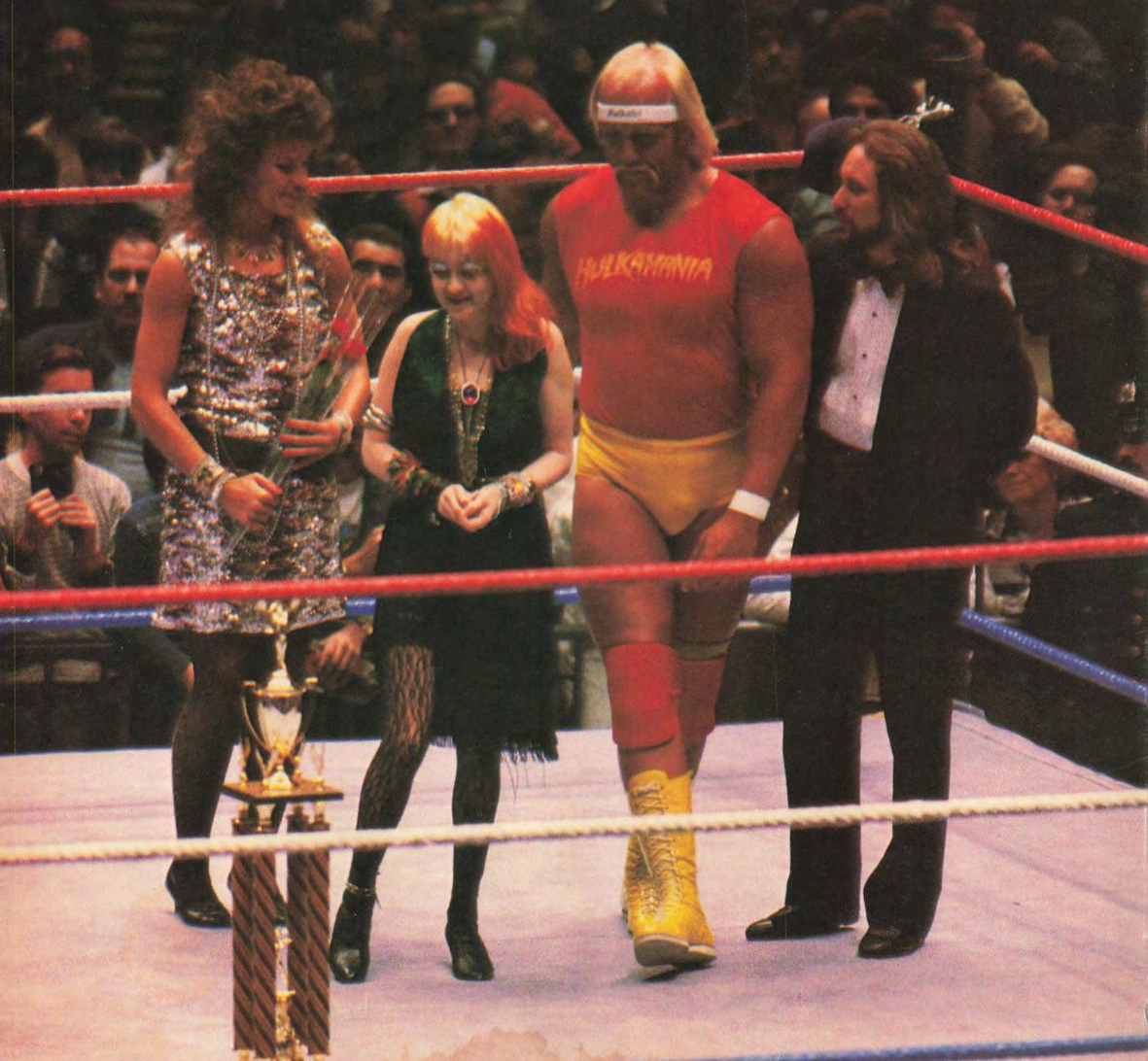
Richter insieme a Cindy Lauper e Hulk Hogan

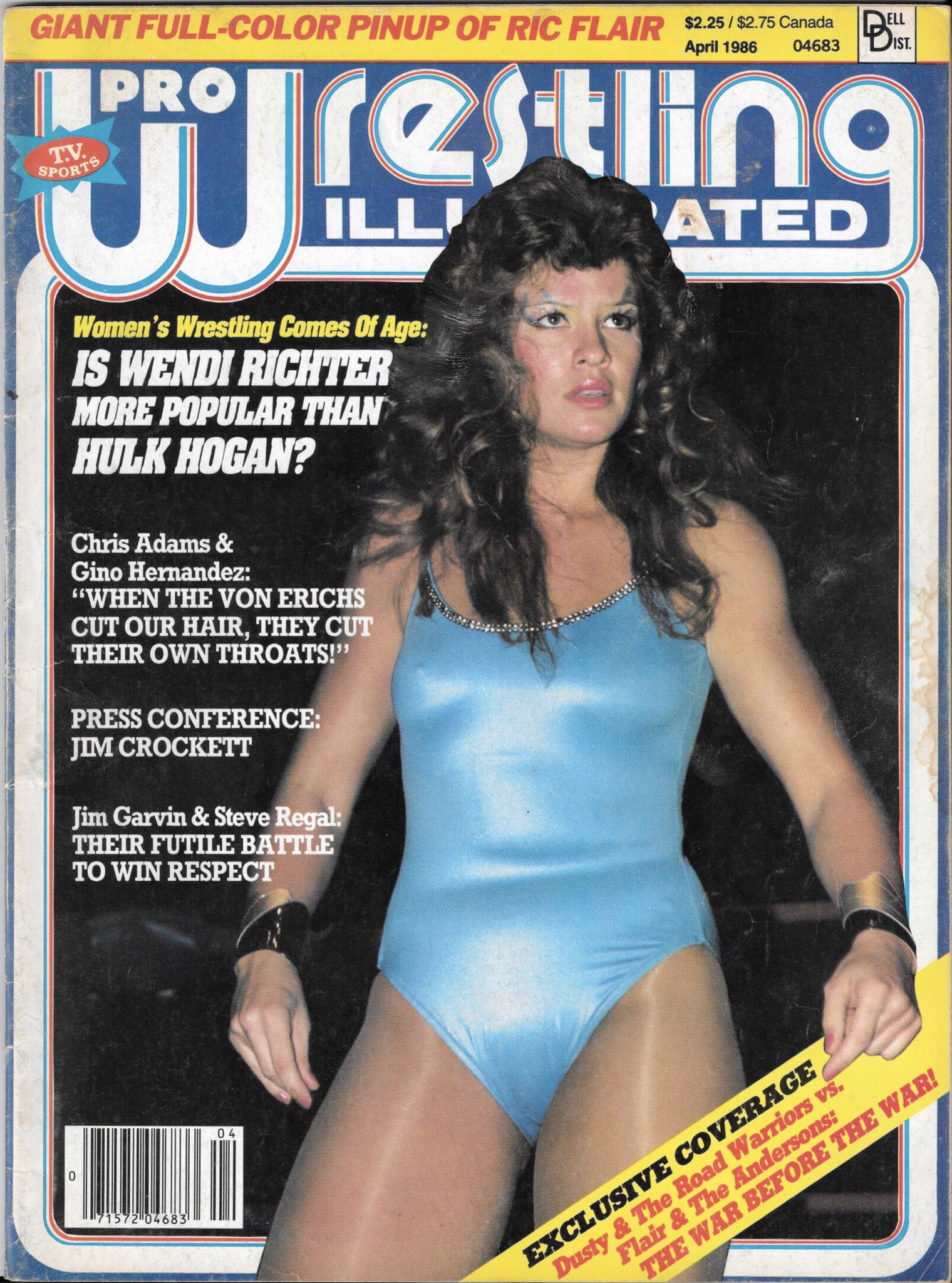
Wendi Richter sulla copertina di Pro Wrestling Illustrated, aprile 1986

Alla fine del 1983, la Richter firmò per la World Wrestling Federation. Nell'aprile 1984, formò un tag team con Peggy Lee per scontrarsi con le vecchie rivali Velvet McIntyre e Princess Victoria. Quando Vince McMahon portò la cantante Cyndi Lauper in WWF per farla partecipare ad un feud con Lou Albano (che aveva interpretato la parte di suo padre nel video di Girls Just Want to Have Fun), decise di coinvolgere anche la Richter nella storyline. Albano, che era il manager della WWF Women's Champion Fabulous Moolah, sarebbe stato l'antagonista della Lauper, che invece sarebbe stata la manager di Wendi Richter. La Richter sconfisse Moolah a The Brawl to End it All il 23 luglio 1984, diventando campionessa mondiale. Sconfiggendo Moolah, Wendi mise fine al più lungo regno di campionessa mondiale di lotta femminile della storia (28 anni di durata). Il match fu l'inizio della cosiddetta "era Rock 'n' Wrestling Connection", nella quale si cercò di coniugare musica, spettacolo, e wrestling, per ottenere il massimo consenso possibile da parte del pubblico. La Richter perse poi il titolo contro Leilani Kai, a The War to Settle the Score, ma lo riconquistò nel corso della prima edizione di WrestleMania un mese dopo. Questo fu il suo periodo di massima popolarità e successo nel mondo del wrestling.

#### Lo "screwjob" originale: Wendi Richter vs. The Spider Lady
Il 25 novembre 1985, Wendi Richter dovette difendere la cintura al Madison Square Garden contro una misteriosa avversaria mascherata nota come The Spider Lady. Durante il match, The Spider Lady non rispettò il copione predeterminato del match e schienò la Richter al tappeto. L'arbitro eseguì un conteggio di tre molto veloce, nonostante la Richter avesse alzato le spalle dal quadrato al conto di uno. Ignorando il gong che stabiliva la fine del match, Wendi continuò ad infierire su The Spider, strappandole la maschera e rivelando che era in realtà The Fabulous Moolah. Infuriata per l'accaduto, Wendi Richter lasciò per sempre la WWF e non rivolse mai più la parola a Fabulous Moolah.
È stato ipotizzato che la decisione di privare del titolo la Richter, venne presa da Vince McMahon, il quale volle nuovamente campionessa Moolah dopo che la Richter aveva rifiutato di firmare un rinnovo di contratto con la WWF per dissidi di carattere economico circa il suo compenso. Richter dichiarò in seguito che quando arrivò all'arena per il match quella sera, rimase sorpresa di vedere Moolah nel backstage, dato che solitamente non si presentava mai ad eventi ai quali non doveva partecipare. Al termine del match, un'infuriata Richter lasciò l'arena ancora in tenuta da wrestling, prese un taxi per andare in aeroporto, e lasciò New York.

### Circuito indipendente (1987-2005)
Dopo aver lasciato la WWF, Wendi Richter andò a combattere in Porto Rico, Giappone e in federazioni minori facenti parte del circuito indipendente. Nella portoricana World Wrestling Council vinse il titolo WWC Women's Championship per quattro volte.
Nel 1987 la Richter riapparve nella American Wrestling Association (AWA) per sfidare la campionessa Madusa Miceli per l'AWA Women's Championship, riuscendo a fare sua la cintura nel dicembre 1988. Il 13 dicembre 1988 prese parte ad un Mixed Tag Team Match al ppv SuperClash III in coppia con The Top Guns (Ricky Rice & Derrick Dukes) contro Badd Company (Paul Diamond & Pat Tanaka) e Madusa Miceli. Il team della Richter vinse il match quando lei schienò la Miceli. Poco tempo dopo, Wendi decise di ritirarsi lasciando il mondo del wrestling.
Il 29 gennaio 2005, la Richter riapparve a sorpresa partecipando all'evento WrestleReunion in un tag team match 4 donne contro 4 donne (insieme a Bambi, Malia Hosaka, e Jenny Taylor contro Sherri Martel, Peggy Lee Leather, Krissy Vaine, e Amber O'Neal). Nell'agosto dello stesso anno, Wendi Richter apparve nella seconda edizione di WrestleReunion, lottando in un six-person tag team match.

### Vita dopo il wrestling e WWE Hall of Fame (2005-oggi)

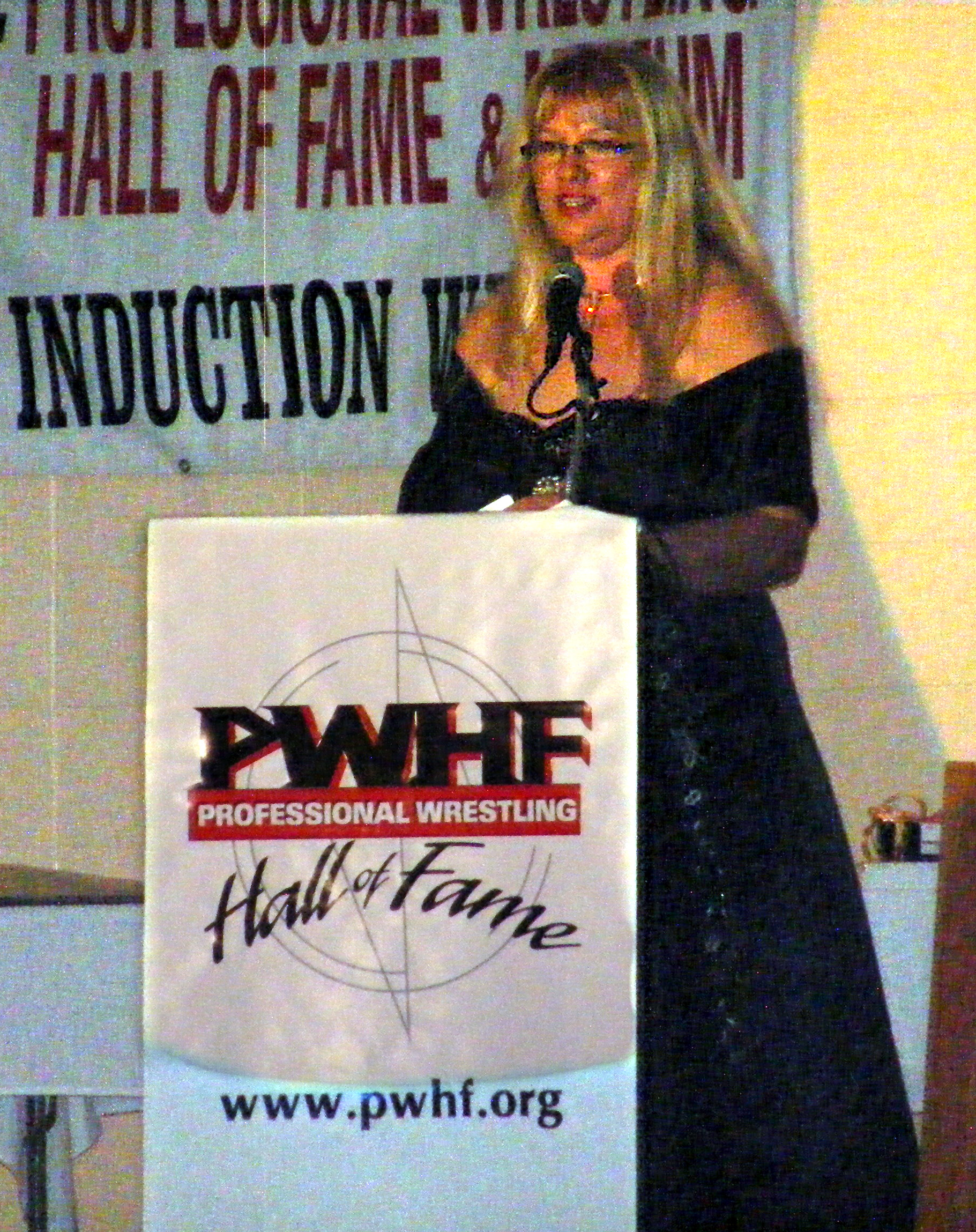
Wendi Richter nel 2012

Negli anni seguenti al suo ritiro, la Richter non ebbe più nulla a che fare con il wrestling. In una intervista del 2005, espresse disgusto per il modo sessista nel quale venivano rappresentate le donne in WWE, e si dichiarò ancora ferita dalla maniera nella quale era stata allontanata dalla federazione. Nel febbraio 2009, la WWE contattò Wendi Richter per chiederle di partecipare alla Divas battle royal che doveva stabilire la "Miss WrestleMania" a WrestleMania XXV, ma ella declinò l'offerta. Un anno dopo, venne offerta alla Richter l'ammissione nella WWE Hall of Fame, e lei accettò. Venne introdotta da Roddy Piper. In contrasto con le sue interviste precedenti, nel suo discorso alla cerimonia parlò in maniera positiva della sua carriera nel wrestling e di come le attuali WWE Divas l'avessero ringraziata per essere stata a loro d'ispirazione. Alla fine del suo discorso, esclamò: «Girls just wanna have fun!»
Nella puntata del 18 giugno 2012 di Raw, la Richter apparve insieme a Cyndi Lauper, Roddy Piper, ed alla Divas Champion Layla. Piper espresse la sua gratitudine nei confronti di Richter e Lauper per il periodo della "Rock 'N Wrestling".
Il 31 dicembre 2023, durante la conferenza stampa nel post-show di AEW Worlds End, alla AEW Women's Champion "Timeless" Toni Storm fu chiesto se ci fosse qualche free agent che le sarebbe piaciuto che Tony Khan avesse fatto firmare per la AEW:

## Vita privata
Wendi Richter crebbe a Dallas, Texas, e prima di entrare nel mondo del wrestling professionistico, lavorò nel ranch di famiglia e prese parte a svariati rodei. Frequentò la Bossier High School, dove giocava nella squadra di pallavolo della scuola. Successivamente si diplomò in informatica al Draughon's Business College di Dallas. Negli anni ottanta, si trasferì a Crystal River in Florida.
Dopo essersi ritirata dal wrestling, la Richter lavorò come agente immobiliare. Tornò anche a studiare dopo 13 anni, acquisendo un dottorato in fisioterapia e un master in terapia occupazionale. È stata sposata con Hugo Savinovich, annunciatore della WWF.

## Personaggio

### Mosse finali
- Sitout DDT[19]

### Manager
- Cyndi Lauper (1984-85)

## Titoli e riconoscimenti
- American Wrestling Association
  - AWA World Women's Championship (1)
- Cauliflower Alley Club
  - Other honoree (1993)[20]
- National Wrestling Alliance

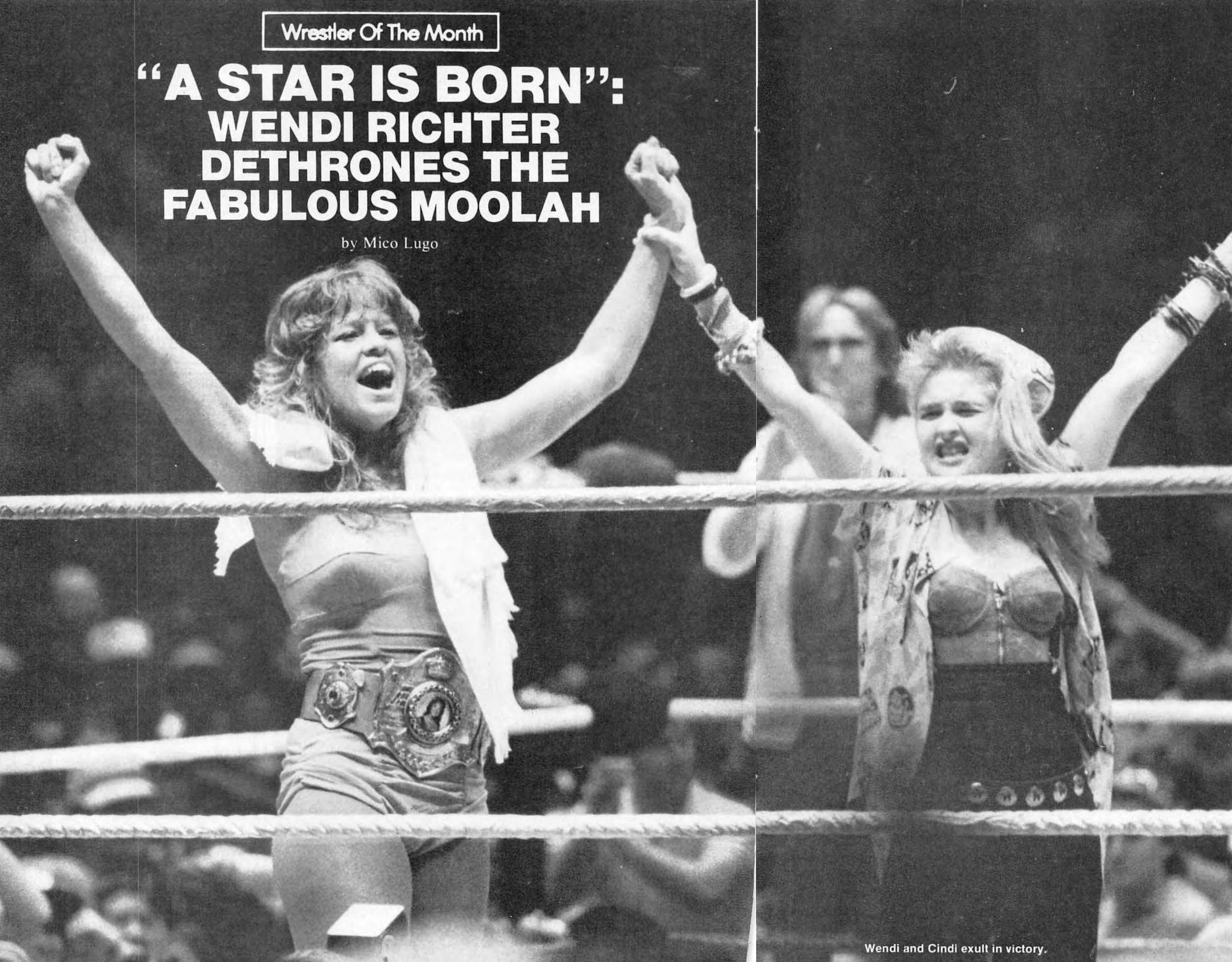
Wendi Richter e Cindy Lauper festeggiano la conquista del WWF Women's Championship

  - NWA Women's World Tag Team Championship (2) - con Joyce Grable[4]
- National Wrestling Federation
  - NWF Women's Championship (1)
- Professional Wrestling Hall of Fame
  - (Classe del 2012)
- World Wrestling Council
  - WWC Women's Championship (4)
- World Wrestling Federation/Entertainment
  - WWF Women's Championship (2)
  - WWE Hall of Fame (Classe del 2010)
- Wrestling Observer Newsletter awards
  - Worst Match of the Year (1984) vs. The Fabulous Moolah il 23 luglio